# 大犬座145
HD 56577，又名CD-23 5189，SAO 173349、HR 2764，是一颗恒星，视星等为4.79，位于銀經236.5，銀緯-5.21，其B1900.0坐标为赤經7h 12m 23.8s，赤緯-23° -5.21′ 16″。HD56577是大犬座中的一个红色恒星，这是一个奇怪的恒星系统，距离地球约为6272光年，绝对星等达到-6.59。主星是一个红巨星或是红超巨星（从绝对星等来说是一个K3Ia型的明亮超巨星，但是过去许多资料上均显示这个恒星光谱为K4III，仅仅是一个红巨星）这有可能是距离错误引起的争议，即该星有可能仅仅距离地球不到1000光年。这个恒星有一个黄白色的F型伴星，有资料显示这个伴星可能是一个特超巨星。但在6200光年的距离上伴星的绝对星等为-4.6，与一般的黄超巨星相当，如果距离地球1000光年，伴星绝对星等将是-0.5，所以这个伴星应该是一个普通的黄巨星或是黄超巨星.距离的不确定导致这对双星的参数也很不确定，因此有对应两个距离的两种数据。